# Vasco Pratolini
Vasco Pratolini (Florència, 19 d'octubre de 1913 - Roma, 12 de gener de 1991) nascut en el si d'una família obrera, fou un dels novel·listes més destacats d'Itàlia del segle xx. 
Juntament amb Alberto Moravia, Italo Calvino, Elio Vittorini i Cesare Pavese és un dels iniciadors del neorealisme. El 1955 va guanyar el Premi Viareggio per Metello a més del premi Feltrinelli de l'Acadèmia Italiana i el Premio Marzotto.
Provenia d'una humil família i es va criar a Prato (municipi toscà). Va treballar com a venedor ambulant, en bars i com a tipògraf. Bàsicament autodidacta, va entrar en el món de les lletres gràcies a la seua relació amb Elio Vittorini al diari Il Bargello. Lector àvid, va aprofitar la seua estada en un hospital de tuberculosos entre 1935 i 1937 per dedicar-se a la lectura. L'experiència al sanatori va quedar registrada a la seua obra Taccuino del Convalescente. El 1938 va fundar, juntament amb Alfonso Gatto, la revista Campo di Marte.
Durant la Segona Guerra Mundial va lluitar com a partisà contra l'ocupació alemanya. El 1941 publica Il tappeto verde.
Després de la guerra es trasllada a Nàpols on viu fins al 1951.
Va formar part del neorealisme cinematogràfic italià, ja que va escriure més de vint guions, entre ells el de Rocco e i suoi fratelli (amb Suso Cecchi d'Amico) de Luchino Visconti, Paisá de Roberto Rossellini entre d'altres i el 1954 i 1961 el director Valerio Zurlini va filmar les seues novel·les Crònica familiar i Les noietes de Sant Fredià. El 1964 fou nominat a l'Oscar pel seu guió de Quatre dies a Nàpols de Nanni Loy amb Regina Bianchi, Pupella Maggio i Gian Maria Volonté.
La seua novel·la més representativa, Crònica dels pobres amants (1947), fou traduïda al català per Maria Aurèlia Capmany. Aquesta novel·la inicia el neorealisme italià literari. El seu estil descriptiu intenta imitar l'enfocament de la realitat, com si es fes a través d'una càmera cinematogràfica. Aquest recurs, fou utilitzat per autors catalans del realisme social com ara Vicenç Riera i Llorca a Tots tres surten per l'Ozama (1946), o Víctor Mora a Els plàtans de Barcelona (1972), i en quasi tota la seva obra per Josep María Sanjuán Urmeneta i l'estil està relacionat amb els escriptors de la generació perduda com ara William Faulkner o Ernest Hemingway.